# Adelphobates
Genre
Adelphobates est un genre d'amphibiens de la famille des Dendrobatidae.

## Répartition et habitat
Les trois espèces de ce genre se rencontrent au Pérou et au Brésil.
Elles vivent dans la forêt tropicale humide. Les  trois espèce sont terrestres.

## Liste des espèces
Selon Amphibian Species of the World (11 juin 2017) :
- Adelphobates castaneoticus (Caldwell & Myers, 1990)
- Adelphobates galactonotus (Steindachner, 1864)
- Adelphobates quinquevittatus (Steindachner, 1864)

## Étymologie
Le nom de ce genre est formé du grec adelphos, frères ou jumeaux, et bates, marcheur, en référence à Charles William Myers et John William Daly.

## Publication originale
- Grant, Frost, Caldwell, Gagliardo, Haddad, Kok, Means, Noonan, Schargel & Wheeler, 2006 : Phylogenetic systematics of dart-poison frogs and their relatives (Amphibia: Athesphatanura: Dendrobatidae).  Bulletin of the American Museum of Natural History, no 299, p. 1-262 (texte intégral).